# マグダラで眠れ
『マグダラで眠れ』（マグダラでねむれ）は、支倉凍砂による日本のライトノベル。イラストは鍋島テツヒロが担当している。電撃文庫（アスキー・メディアワークス→KADOKAWA）より2012年7月から2016年2月まで刊行された。

## 概要
処女作『狼と香辛料』でデビューした支倉凍砂の新シリーズライトノベル。前作と同様に中世ヨーロッパ風の世界観で、世間から忌み嫌われる錬金術師の主人公と、敬虔な修道女の交流を描く。著者は本作のタイトルである「マグダラで眠れ」という言葉の響きが好きであり、そこから物語を考えついたという。
メディアミックスとして、月刊漫画雑誌『ヤングエース』（角川書店）2013年6月号より、有坂あこの作画によるコミカライズの連載が開始し2015年5月号まで連載された。原作第4巻までコミカライズしている。また、本作の過去を描いたスピンオフ作品『少女は書架の海で眠る』が、月刊漫画雑誌『月刊コミック電撃大王』（アスキー・メディアワークス）で2014年8月号から松風水蓮による作画のコミックとして連載開始となったほか、2015年2月に小説版も刊行された。
2015年10月時点でシリーズ累計部数は43万部を記録している。第2回ラノベ好き書店員大賞にて1位を獲得している。

## あらすじ
最も巨大な権威を持つ｢教会｣、教会に劣らぬ権勢を誇り財力と軍事力の塊である｢クラジウス騎士団｣、商人と職人たちによる組合｢商工会｣の3つの勢力が互いに対立し、秩序を保っている世界。聖人の骨を火にくべようとした咎で教会に捕えられ投獄された錬金術師のクースラは、その才能を騎士団に買われ、昔なじみであるウェランドとともに前線近くの町、グルベッティに派遣される。前線ゆえに優れた設備を誇るグルベッティの工房で、クースラは｢監視役」と名乗る修道女のウル・フェネシスと出会う。ダマスカス鋼の秘密を知るイリーネも加えたクースラー一行は騎士団が向かう最前線に同行することで『呪われた一族』の謎を解き明かすことになる。
当初はクラジウス騎士団による勝ち戦を誰もが予想していたが、「最後の異教徒が治める国」と呼ばれていたラトリア国が改宗したことで一転して全世界が正教徒となったため戦争終結という肩透かしの結果となる。その直後に騎士団以外の国家・集団が騎士団に奇襲を開始、窮地に陥った騎士団を救ったクースラー一行は起死回生の切り札として騎士団から重要視されるようになる。
財源や身の安全の代償として騎士団という鳥籠に入ったクースラー達はついに『呪われた一族』の謎を解き明かすことに成功するが、同時に『呪われた一族』は新天地へ飛び立ったという驚愕の真実へ辿り着く。これにより世界は丸いことを確信したクースラー達は騎士団のお墨付きを経て新たなる旅へ出発する。

## 登場人物

### 主要人物
クースラ
本作の主人公。赤髪の若い男性。『錬金術師』。別名｢眠らない錬金術師｣。クースラという名は錬金術師となる際に師匠から与えられた名で、『利子』という意味。
錬金術師としては比較的常識的な青年。皮肉や笑えない冗談を繰り出すことも多いが、その実面倒見がよくフェネシスに錬金術師の説明をしたり作業を手伝わせたりする。
以前、フリーチェという恋人がいたが教皇派の密偵であったために殺されてしまい、その際の顛末により心に暗い影を抱えている。
生まれ育った村は彼以外殺されてしまっており、錬金術師になるきっかけにもなっている。
彼の｢マグダラ｣は幻の金属「オリハルコン」の錬成。それで剣を作り、大切な女性を守ること。
ウル・フェネシス
本作のヒロイン。白髪緑眼の少女。クースラの相棒。『呪われた一族』の生き残りであり、猫のような耳が生えている。
元々は騎士団の聖歌隊に所属する修道女であり、クースラとウェランドの監視役として派遣される。年端もいかない子供だが理知的かつ真面目な性格で、本も読める程度の学力を持つ。だが、歳相応に未熟だったり意地っ張りな面がある。また、極端に酒に弱い。
当初は錬金術師に対して偏見を抱いていたが、徐々に態度を軟化させていき、後に自身も錬金術師になる。
ウェランド
金髪で無精髭を生やした男性。『錬金術師』。見習い時代にクースラと同じ師匠の下で学んでいる。修道院長を毒殺した咎で、クースラと共にグルベッティに派遣される。
見習い時代にクースラとはお互いを毒殺しようとしていた間柄。
やや間延びした喋り方が特徴だが、精錬の最中や余裕が無いときにはそうではなくなる。精悍な体つきをしており人心掌握もうまいので女性から人気がある。クースラとは互いの食事に毒を盛りあった仲。根っからの錬金術師だがその本質はクースラよりも人間らしい。
イリーネ・ブルナー
赤髪の娘。元グルベッティ鍛冶屋組合頭領代理。さばさばした裏表のない性格で、亡き夫の代わりとして体のいいお飾り役の分不相応な頭領代理を押しつけられ、やさぐれていた。
ダマスカス鋼を巡る騒動に巻き込まれるが、亡き夫や職人たちの想いを汲んで偽ダマスカス鋼の存在を隠していた。現状、偽ダマスカス鋼を作ることができる数少ない人物。
後にグルベッティを出てクースラたちの旅に同行する。クースラとウェランドの評価としては純潔かどうかは不明だが純情であり、異性の交流については運動のように激しく盛り上がった末にしっかり寝ると予想されている。

### その他
トーマス・ブランケット
グルベッティの町の工房の錬金術師。クースラとウェランドの前任者。高純度の鉄の製法を編み出すなど優れた人物だったが、謎の死を遂げる。
アラン・ポースト
クラジウス騎士団の輜重隊隊長。太った体型の男で、グルベッティの町の実質的な支配者。
エル・オトリス
失脚したポーストに代わり、騎士団からグルベッティへ派遣されてきた輜重隊隊長。
クローク・イングス
グルベッティの町の鍛冶屋組合の親方。クースラにダマスカス鋼の話を持ちかける。
アンダー・ウォールセン
グルベッティの町に住む鉄器商。砂漠の民に憧れている。
セナール・ソペイテス
グルベッティの町に住む元鍛冶屋組合の親方の老人。料理好き。イリーネのことを娘のように思っており、クースラへダマスカス鋼が精錬できたらイリーネを町から連れ出して欲しいと頼む。
グラン・アイルゼン
クラジウス騎士団の伝令官。クースラたちの上司にあたる。
クラトール大公
南の地の大貴族。
フラウ・フォン・ハイデンベルグ
グルベッティの町の貴族令嬢。
カルドス
流浪の民の頭目。
コレド・アブレア
教会の異端審問官。作中時代では過去の人物であり、人となりが語られるのみで出番はない。『マグダラで眠れ』よりも過去が舞台となる、スピンオフ作品『少女は書架の海で眠る』にて本人が登場する。
ローズ
男性。ヤーゾンの町の薬種商。「惚れ薬」の作り方の書かれた本を預かっていた。
ヘレナ
ローズの娘。英雄譚を好む。リヒトと恋仲にあり、町の人間の手でガラス職人たちが殺されないよう、クースラ一行に職人宛ての手紙を託す。後にフェネシスと友情を育む。
リヒト
ガラス職人の青年。ヘレナに片眼鏡を作りプレゼントしている。次期ガラス職人の親方になるように期待されている。
フィル・ボッテーオ
スピンオフ作品『少女は書架の海で眠る』の主人公。少年だった昔から20数年が経ち、現在はふくよかな体でジーデル商会の書籍商となっている。「ボッテーオ」の名は師匠から譲り受けたもの。アッバスの町でクースラたちに出会う。
ポドロフ
アッバスの町を治める名家の当主。極北の民と交流を持つ。
サイラス
旧アッバスの町に住む男性。ポドロフ家の分家の出。

### スピンオフの登場人物
フィル
スピンオフ作品『少女は書架の海で眠る』に登場。主人公の少年。本が大好きで、書籍商を目指している。『マグダラで眠れ』においては年をとった姿で登場する。
クレア・エル・カラディーゾ=シャリーニョ
スピンオフ作品『少女は書架の海で眠る』に登場。ヒロインの少女。貴族出身で、修道院で暮らしている。
ジャド
スピンオフ作品『少女は書架の海で眠る』に登場。フィルの兄弟分の少年。彼と共にジーデル商会に所属する。
コレド・アブレア
教会の異端審問官。本狂いの変人気質で、審問官の中でも風変りな存在。『マグダラで眠れ』にも名前だけ登場する。

## 用語
教会
教皇を頂点とする宗教機構。この世界では最も巨大な権力を持つが、後述の騎士団とは対立している。信徒を増やす一方、異端狩りなども行っている。22年前から東方失地回復運動を主導して、侵略戦争を展開している。
クラジウス騎士団
通称、騎士団。巨大な金と軍事力の塊と喩えられる。教会に勝るとも劣らない権勢を誇るが、神の代理人たる教皇を頂いていないため教会と対立している。その性質上、錬金術師に理解があり、お抱えの錬金術師も多い。錬金術師にとっても自らの身を守り資金、設備の提供をしてくれるありがたい組織だが、たまたま利害が一致しているだけであり相互利用している関係となっている。
前身はクラジウス兄弟団という、戦士や巡礼者のための病院のような施設だった。だが、それらの者たちが遺していった遺産で裕福になったことで軍事力を持つようになり、現在では積極的な利益追求のための組織となっている。
商工会
職人たちの組合。三つ巴の一角だが、その力は教会や騎士団にはおよばない。
錬金術師
現代で言うところの科学者ないし研究者に相当する人間のこと。貴族、聖職者、商人、職人のいずれにも属さず、研究と実験により冶金技術や採掘技術の向上に貢献する。自らの好奇心や知的欲求を満たすためには手段を選ばず、常識から逸脱した実験を繰り返すため、世間からは魔女や悪魔憑きの同類のような扱いを受ける。また、実験中の事故やその技術を狙われ、命を落とす者も少なくない。
人々からは嫌悪の対象となり狂人まがいの変人も多いが、実験に必要な技術を学ぶため職人とは交流を持つ。また、資金面の問題から騎士団の庇護を受ける者も多く、印象とは裏腹に世渡り上手でなければならない。
各々の錬金術師が目指す夢、その「先」の世界を総称して｢マグダラ｣と呼ぶ。
異教
教会や騎士団などの正教徒と約束の地を巡り20年近くに渡り対立・戦いを続けている国家・集団。中でもラトリア国は「最後の異教徒が治める国」と言われている。

## 既刊一覧

### 小説
- 支倉凍砂（著）・鍋島テツヒロ（イラスト） 『マグダラで眠れ』 アスキー・メディアワークス→KADOKAWA〈電撃文庫〉、全8巻
  1. 2012年7月10日初版発行（同日発売[14]）、ISBN 978-4-04-886728-3
  2. 2012年10月10日初版発行（同日発売[15]）、ISBN 978-4-04-886985-0
  3. 2013年4月10日初版発行（同日発売[16]）、ISBN 978-4-04-891579-3
  4. 2013年9月10日初版発行（同日発売[17]）、ISBN 978-4-04-891944-9
  5. 2014年2月10日初版発行（同日発売[18]）、ISBN 978-4-04-866309-0
  6. 2014年9月10日初版発行（同日発売[19]）、ISBN 978-4-04-866899-6
  7. 2015年9月10日初版発行（同日発売[20]）、ISBN 978-4-04-865384-8
  8. 2016年2月10日初版発行（同日発売[21]）、ISBN 978-4-04-865751-8
- 支倉凍砂（著）・松風水蓮（イラスト） 『少女は書架の海で眠る』 KADOKAWA〈電撃文庫〉、2015年2月10日初版発行（同日発売[22]）、ISBN 978-4-04-869251-9

### 漫画
- 支倉凍砂（原作）・鍋島テツヒロ（キャラクター原案）・有坂あこ（作画） 『マグダラで眠れ』 角川書店→KADOKAWA〈角川コミックス・エース〉、全4巻
  1. 2013年9月4日初版発行（8月31日発売[23]）、ISBN 978-4-04-120829-8
  2. 2014年2月4日初版発行（同日発売[24]）、ISBN 978-4-04-120982-0
  3. 2014年10月4日初版発行（同日発売[25]）、ISBN 978-4-04-102115-6
  4. 2015年6月4日初版発行（同日発売[26]）、ISBN 978-4-04-102787-5
- 支倉凍砂（原作）・鍋島テツヒロ（キャラクター原案）・松風水蓮（作画） 『少女は書架の海で眠る』 KADOKAWA〈電撃コミックスNEXT〉、全2巻
  1. 2015年1月10日発売[27]、ISBN 978-4-04-869138-3
  2. 2015年10月10日発売[28]、ISBN 978-4-04-865357-2

## コラボレーション
カプコンのオンラインシミュレーションRPG『百年戦記 ユーロ・ヒストリア』と電撃文庫がコラボレーションキャンペーンを行い、その第6弾として2014年5月8日から5月22日にかけてイベントクエスト“緑眼白髪の修道女”が開催され、ウル・フェネシスが作中に登場し、イベントクエストをクリアすると固有スキル“仲間を大事に”や“騎士たちへの聖歌”などを持つ英雄“白い修道女 フェネシス（晩成型）”の他、限定支援兵“電撃兵”が入手できる。